# Pororoca (film)
Pororoca  è un film del 2017 diretto da Constantin Popescu.